# Hagen am Teutoburger Wald
Hagen am Teutoburger Wald é um município da Alemanha localizado no distrito de Osnabrück, estado de Baixa Saxônia.